# ۲۶۹ (پیش از میلاد)
۲۶۹ (پیش از میلاد) ۲۶۹مین سال قبل از تقویم میلادی است.